# دمبلین
دمبلین (به لهستانی:  Demblin) یک روستا در لهستان است که در گمینا ویتژخوویتسه واقع شده‌است. دمبلین ۳۴۰ نفر جمعیت دارد.